# Dreisbach (Sieg)
Der Dreisbach ist ein über 14 km langer, orografisch rechter Nebenfluss der Sieg im nordrhein-westfälischen Kreis Siegen-Wittgenstein.

## Geographie

### Verlauf
Der Dreisbach entspringt südlich der Hilchenbacher Kronprinzeneiche auf einer Höhe von 515 m ü. NHN. Der Bach fließt zunächst in südliche Richtung, wendet aber nach etwa einem Kilometer seinen Lauf nach Westen. Ab Oechelhausen fließt der Bach Richtung Nordwesten, durchfließt Ruckersfeld. Etwa 1,5 km unterhalb von Ruckersfeld wendet sich der Lauf wieder in südliche Richtungen. Nach dem Durchfließen von Herzhausen, Eckmannshausen und Dreis-Tiefenbach mündet der Dreisbach auf 259 m ü. NHN rechtsseitig in die Sieg.
Auf seinem 14,287 km langen Weg überwindet der Dreisbach einen Höhenunterschied von 256 m, was einem mittleren Sohlgefälle von 17,9 ‰ entspricht.

### Einzugsgebiet
Der Dreisbach entwässert ein 26,07 km² großes Einzugsgebiet über Sieg und Rhein zur Nordsee.
Das Einzugsgebiet der Dreisbach macht mit den Hilchenbacher Orten Oechelshausen und Ruckersfeld sowie den Netphener Orten Frohnhausen, Herzhausen, Unglinghausen, Oelgershausen, Eckmannshausen und Dreis-Tiefenbach eine Einwohnerzahl von rund 8500 Einwohnern und eine Bewohnerdichte von rund 330 Einwohnern pro Quadratkilometern aus.

### Nebenflüsse
Im Folgenden werden die Nebenflüsse des Dreisbachs genannt. Aufgeführt wird jeweils die orografische Lage der Mündung, die Länge, die Größe des Einzugsgebietes, die Mündungshöhe und, falls bekannt, die Gewässerkennziffer.
| Name               | Lage   | Länge [km] | Einzugsgebiet [km²] | Mündungshöhe [m. ü. NHN] | DGKZ      |
| ------------------ | ------ | ---------- | ------------------- | ------------------------ | --------- |
| Welsbach           | rechts | 1,0        |                     | 398                      | 272138 12 |
| Mohrenbach         | links  | 0,6        |                     | 385                      | 272138 14 |
| Weisbach           | rechts | 1,5        |                     | 378                      | 272138 16 |
| Holzbruch          | rechts | 0,4        |                     | 361                      | 272138 18 |
| Winterbach         | rechts | 0,5        |                     | 326                      |           |
| Großer Dirlenbach  | links  | 0,8        |                     | 318                      | 272138 34 |
| Preis              | rechts | 0,8        |                     | 318                      | 272138 32 |
| Pirsbach           | rechts | 0,7        |                     | 317                      |           |
| Unglinghauser Bach | rechts | 4,6        | 6,173               | 284                      | 272138 4  |
| Breitenbach        | links  | 6,8        | 3,835               | 277                      | 272138 6  |